# Kieren Perkins
Kieren John Perkins (Brisbane, 14 de agosto de 1973) es un nadador australiano especializado en pruebas de estilo libre larga distancia, donde consiguió ser subcampeón olímpico en 2000 en los 1500 metros.

## Carrera deportiva
En los Juegos Olímpicos de Sídney 2000 ganó la medalla de  en los 1500 metros estilo libre, con un tiempo de 14:53.59 segundos, tras su compatriota Grant Hackett y por delante del estadounidense Chris Thompson.